# Discografia dei Creed

## Album in studio
| Anno | Dettagli album                                                 | Posizione massima | Posizione massima | Posizione massima | Posizione massima | Posizione massima | Posizione massima | Posizione massima      | Certificazione                                                                                    |
| Anno | Dettagli album                                                 | [ 1 ]             | [ 2 ]             | [ 3 ] [ 4 ]       | [ 5 ]             | [ 6 ]             | [ 7 ]             | Regno Unito (bandiera) | Certificazione                                                                                    |
| ---- | -------------------------------------------------------------- | ----------------- | ----------------- | ----------------- | ----------------- | ----------------- | ----------------- | ---------------------- | ------------------------------------------------------------------------------------------------- |
| 1997 | My Own Prison - Pubblicato: 14 aprile - Etichetta: Blue Collar | 22                | 75                | 13                | 1                 | —                 | 49                | —                      | - RIAA: 6× PLATINO - MC: 3× PLATINO                                                               |
| 1999 | Human Clay - Pubblicato: 28 settembre - Etichetta: Wind-up     | 1                 | 2                 | 1                 | 4                 | 9                 | 35                | 29                     | - RIAA: 11× PLATINO - ARIA: 4× PLATINO - AUT: ORO - BVMI: ORO - BPI: ORO - RIANZ: 5× PLATINO      |
| 2001 | Weathered - Pubblicato: 20 novembre - Etichetta: Wind-up       | 1                 | 3                 | 3                 | 4                 | 13                | 20                | 44                     | - RIAA: 6× PLATINO - ARIA: 2× PLATINO - BVMI: ORO - MC: 3× PLATINO - BPI: ORO - RIANZ: 2× PLATINO |
| 2009 | Full Circle - Pubblicato: 27 ottobre - Etichetta: Wind-up      | 2                 | 27                | 8                 | 16                | 56                | 7                 | 78                     |                                                                                                   |

## Raccolte
| Anno | Dettagli album                                               | Posizione massima      | Posizione massima | Posizione massima | Certificazione     |
| Anno | Dettagli album                                               | Stati Uniti (bandiera) | [ 15 ]            | [ 16 ]            | Certificazione     |
| ---- | ------------------------------------------------------------ | ---------------------- | ----------------- | ----------------- | ------------------ |
| 2004 | Greatest Hits - Pubblicato: 22 novembre - Etichetta: Wind-up | 15                     | 26                | 2                 | - RIAA: 2× PLATINO |

## Singoli
| Anno | Titolo               | Posizione massima | Posizione massima | Posizione massima | Posizione massima | Posizione massima | Posizione massima | Posizione massima | Posizione massima | Posizione massima | Posizione massima | Posizione massima | Posizione massima | Posizione massima | Posizione massima | Posizione massima | Album di provenienza |
| Anno | Titolo               | [ 18 ]            | Alternative       | Mainstream        | Rock              | Adult             | Pop               | [ 23 ]            | [ 20 ] [ 24 ]     | Alternative       | [ 26 ]            | [ 27 ]            | [ 28 ]            | [ 29 ]            | [ 30 ]            | [ 31 ]            | Album di provenienza |
| ---- | -------------------- | ----------------- | ----------------- | ----------------- | ----------------- | ----------------- | ----------------- | ----------------- | ----------------- | ----------------- | ----------------- | ----------------- | ----------------- | ----------------- | ----------------- | ----------------- | -------------------- |
| 1997 | My Own Prison        | —                 | 7                 | 2                 | —                 | —                 | —                 | —                 | 45                | 9                 | —                 | —                 | —                 | —                 | —                 | —                 | My Own Prison        |
| 1998 | Torn                 | —                 | —                 | 3                 | —                 | —                 | —                 | —                 | —                 | 18                | —                 | —                 | —                 | —                 | —                 | —                 | My Own Prison        |
| 1998 | What's This Life For | —                 | 10                | 1                 | —                 | —                 | —                 | —                 | —                 | 6                 | —                 | —                 | —                 | —                 | 70                | —                 | My Own Prison        |
| 1999 | One                  | 70                | 2                 | 2                 | —                 | —                 | —                 | —                 | 39                | 9                 | —                 | —                 | —                 | —                 | —                 | —                 | My Own Prison        |
| 1999 | Higher               | 7                 | 1                 | 1                 | —                 | 5                 | 4                 | 47                | —                 | 2                 | 36                | 64                | 1                 | —                 | 91                | 12                | Human Clay           |
| 2000 | What If              | 102               | 15                | 3                 | —                 | —                 | —                 | —                 | —                 | 27                | —                 | —                 | —                 | —                 | —                 | —                 | Human Clay           |
| 2000 | With Arms Wide Open  | 1                 | 2                 | 1                 | 9                 | 1                 | 1                 | 13                | 2                 | 1                 | 1                 | 5                 | 6                 | 7                 | 2                 | 10                | Human Clay           |
| 2000 | Are You Ready?       | 125               | 37                | 4                 | —                 | —                 | —                 | —                 | —                 | —                 | —                 | —                 | —                 | —                 | —                 | —                 | Human Clay           |
| 2001 | Riders on the Storm  | —                 | —                 | —                 | —                 | 28                | —                 | —                 | —                 | —                 | —                 | —                 | —                 | —                 | —                 | —                 | Stoned Immaculate    |
| 2001 | My Sacrifice         | 4                 | 2                 | 1                 | —                 | 3                 | 6                 | 18                | 9                 | 7                 | 11                | 44                | 68                | 92                | 79                | 16                | Weathered            |
| 2002 | Bullets              | —                 | 27                | 11                | —                 | —                 | —                 | —                 | —                 | —                 | —                 | —                 | —                 | —                 | —                 | —                 | Weathered            |
| 2002 | One Last Breath      | 6                 | 17                | 5                 | —                 | 2                 | 4                 | 47                | —                 | 68                | 43                | —                 | 7                 | 90                | 89                | 29                | Weathered            |
| 2002 | Hide                 | —                 | —                 | —                 | —                 | —                 | —                 | —                 | —                 | —                 | 65                | —                 | —                 | —                 | —                 | —                 | Weathered            |
| 2002 | Don't Stop Dancing   | —                 | —                 | —                 | —                 | 24                | —                 | —                 | 12                | —                 | 48                | —                 | —                 | —                 | —                 | —                 | Weathered            |
| 2002 | Weathered            | —                 | 30                | 7                 | —                 | —                 | —                 | —                 | —                 | —                 | —                 | —                 | —                 | —                 | —                 | —                 | Weathered            |
| 2009 | Overcome             | 73                | 22                | 4                 | 8                 | —                 | —                 | —                 | —                 | —                 | —                 | —                 | —                 | —                 | —                 | —                 | Full Circle          |
| 2009 | Rain                 | 91                | —                 | —                 | —                 | 25                | 34                | —                 | —                 | —                 | 52                | —                 | —                 | —                 | —                 | —                 | Full Circle          |
| 2010 | A Thousand Faces     | 79                | —                 | 21                | —                 | —                 | —                 | —                 | —                 | —                 | —                 | —                 | —                 | —                 | —                 | —                 | Full Circle          |

## Colonne sonore
| Anno | Canzone                | Album in cui è inclusa       | Note                  |
| ---- | ---------------------- | ---------------------------- | --------------------- |
| 1998 | Bound and Tied         | Dead Man on Campus           |                       |
| 1998 | I'm Eighteen           | The Faculty                  | Cover di Alice Cooper |
| 1999 | Wrong Way              | Giorni contati - End of Days |                       |
| 2000 | What If                | Scream 3                     |                       |
| 2000 | Is This The End?       | Scream 3                     |                       |
| 2002 | Young Grow Old         | WWF Forceable Entry          |                       |
| 2002 | To Whom It May Concern | Il Re Scorpione              |                       |

## Video musicali
| Anno | Titolo               | Regista                               |
| ---- | -------------------- | ------------------------------------- |
| 1997 | My Own Prison        | Stephen Scott                         |
| 1997 | What's This Life For |                                       |
| 2000 | Higher               | Raama Wilson                          |
| 2000 | With Arms Wide Open  | Dave Meyers                           |
| 2000 | What If              | Dave Meyers                           |
| 2001 | My Sacrifice         | Dave Meyers                           |
| 2002 | Bullets              | Vision Scape Interactive (developers) |
| 2002 | One Last Breath      | Dave Meyers                           |
| 2002 | Don't Stop Dancing   | Dave Meyers                           |
| 2009 | Overcome             | Daniel Catullo                        |
| 2009 | Rain                 | Gavin Bowden                          |
| 2010 | A Thousand Faces     |                                       |

## Album video
| Anno | Dettagli album                                                                          | Certificazione |
| ---- | --------------------------------------------------------------------------------------- | -------------- |
| 2009 | Creed Live - Pubblicato: 8 dicembre - Etichetta: Wind-up/DC3 Music Group - Formati: DVD | CAN: ORO       |